# 罗伯特·洛克哈特·霍布森

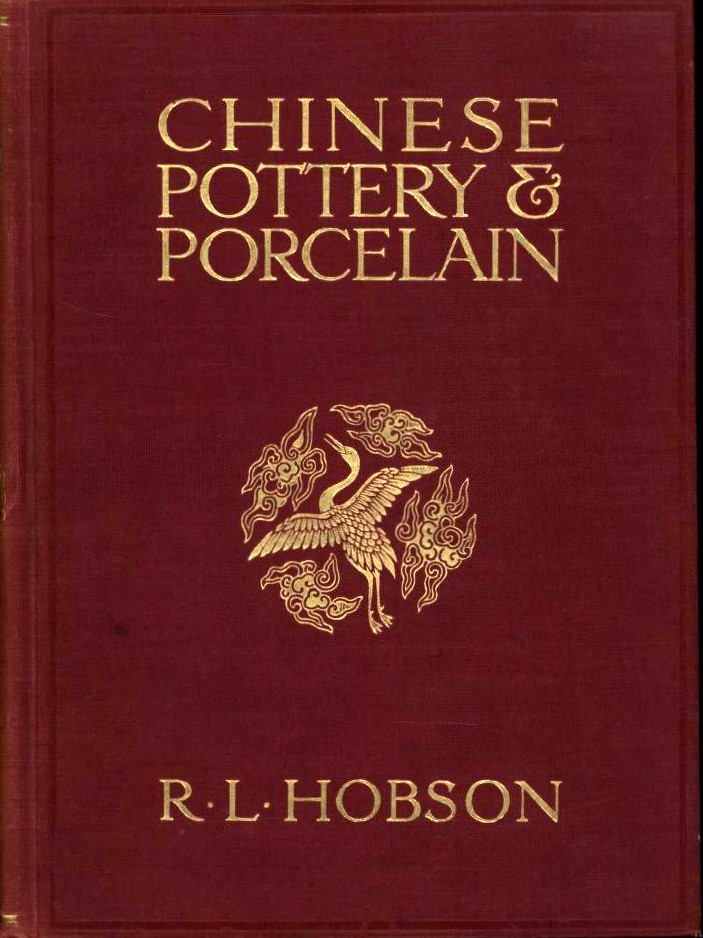
霍布森代表作《中国陶瓷》封面（1915年初版）

罗伯特·洛克哈特·霍布森 CB（1892年7月26日—1941年6月5日），又译作霍蒲孙、霍布逊等，英国文物专家。他是西方中国陶瓷研究的权威学者，曾任大英博物馆陶瓷与民族志部主管、东方陶瓷学会会长。

## 生平
霍布森1872年出生于爱尔兰安特里姆郡兰贝格。1893年毕业于剑桥大学耶稣学院，获古典学学位。
他于1897年起长期任职于大英博物馆，直至1938年退休。1921年大英博物馆陶瓷与民族志部创立后，他出任部门主管。1934年起任东方古物与民族志部主管。他早年主要研究英国陶瓷，后来兴趣逐渐转向远东陶瓷。他推动了20世纪上半叶西方对于中国陶瓷研究与收藏的热潮。
霍布森还是英国东方陶瓷学会的创始会员之一。从大英博物馆退休后，他于1939年接替乔治·尤摩弗帕勒斯出任东方陶瓷学会第二任会长。

## 著作
- 《瓷器：东方、大陆与英国》（Porcelain: Oriental, Continental and British，1906年）
- 《中国陶瓷》（Chinese Pottery and Porcelain: An Account of the Potter's Art in China from Primitive Times to the Present Day，1915年，两卷本）
- 《明代瓷器》（The Wares of the Ming Dynasty，1923年）
- 《中国陶工的艺术》（The Art of the Chinese Potter，1923年，与A.L. Hetherington合著）
- 《晚期的中国陶瓷》（The Later Ceramic Wares of China，1925年）
- 《乔治·尤摩弗帕勒斯藏中国、朝鲜和波斯陶瓷器图录》（The George Eumorfopoulos Collection: Catalogue of the Chinese, Corean and Persian Pottery and Porcelain，1925年—1928年，六卷本）
- 《中国艺术》（Chinese Art，1927年）
- 《中国瓷器与韦奇伍德陶瓷》（Chinese Porcelain and Wedgwood Pottery，1928年）
- 《伦纳德·高藏中国瓷器图录》（Catalogue of the Leonard Gow Collection of Chinese Porcelain，1931年）
- 《大维德藏中国陶瓷图录》（Chinese Pottery and Porcelain in the David Collection，1934年）